# 319601 Silute
319601 Silute este o planetă minoră (asteroid) din centura de asteroizi. A fost descoperită pe 25 septembrie 2006 la Molėtų astronomijos observatorija⁠(d) de . 
Obiectul prezintă o orbită caracterizată de o semiaxă mare de 2,5804733933672 UAi, o excentricitate de 0,22980563105615, o înclinație de 4,5473874034174 ° în raport cu ecliptica.